# Servius Cornelius Scipio Orfitus
 (mai 2022).
 (mai 2022).
Servius Cornelius Scipio Orfitus est un sénateur et un homme politique de l'Empire romain, devenu consul en 149[réf. nécessaire].

## Biographie
Il est le fils de Servius Cornelius Scipio Salvidienus Orfitus, consul en 110, et de son épouse Calpurnia Lepida
.
Il est consul ordinaire en 149 avec pour collègue Quintus Pompeius Sosius Priscus.